# Серотюк Петро Федорович
Серотюк Петро Федорович (*30.05.1943) — музикознавець, баяніст, педагог. Заслужений працівник культури України (2006).

## Біографія
Народився 30 травня 1943 року в селі Шебутинці Сокирянського району Чернівецької області. Працював учителем співів і викладачем в музичних школах у м. Вижниця (Чернівецька область), м. Горлівка (Донецька область), викладачем по класу баяна в школі м. Харкова, Фрунзе (Молдова), з 1984 року працює в Сокирянській музичній школі.

## Освіта
- Романковецька середня школа Сокирянського району (1960).
- Чернівецьке педагогічне училище (1963).
- Білгородське музичне училище (1974).
- Бельцький державний педагогічний інститут (1988).

## Творча діяльність
Член секції баяна і акордеона обласного Навчально-методичного центру Буковини. На запрошення обласних методичних кабінетів різних рівнів проводив семінари та майстер-класи в Одесі, Кривому Розі, Дніпропетровську, Кіровограді, Житомирі, Рівному, Луцьку, Тернополі, Дрогобичі, Вінниці, Умані, Донецьку, Ужгороді, Маріуполі та в Росії — в Санкт-Петербурзі, Москві, Нижньому Новгороді, Пензі, Пермі. Особливий внесок П. Ф. Серотюка у вдосконаленні методики навчання гри на баяні та у створенні навчальних посібників для музичних шкіл.

## Участь у фестивалях
Разом з учнями брав участь у фестивалях: в м. Житомирі — «Всеукраїнський фестиваль до 50-річчя А. Білошицького», «Всеукраїнський фестиваль „Провесінь“ (Кіровоград)», "Всеукраїнський фестиваль «Баян — Парад» (Одеса), "Всеукраїнський фестиваль «Крим-Баян-Фест» (Симферополь), а також у фестивалях в Латвії (Рига, Лімбажі), Литва (Паланга), в Польщі (Холм), Росії (Нижній Новгород),

## Видавнича діяльність
У 1973—1975 роках видавництво «Музична Україна» (Київ) опублікувало серію його робіт — 7 збірок навчального репертуару для учнів по класу баяна під назвою «Музичний світ». Створив посібники для початкового навчання баяністів: «Хочу быть баянистом» (1994), «Баян відкриває світ музики» (2003), «Баян. Перша зустріч. Школа гри». П. Ф. Серотюк — упорядник численних нотних видань, працює музичним редактором у видавництві «Навчальна книга — Богдан». Підготував до друку понад 40 нотних збірок, до яких увійшли твори відомих майстрів баянно-акордеонної музики. Серед них — твори композиторів В. Зубицького, В. Власова, В. Золотарьова, А. Репнікова, Є. Дербенка, В. Семенова, Т. Лундквіста, Ю. Ганцера, К. Олчака, Х. Валпола, І. Болла, В. Ріхтера, Ю. Пєшкова та ін.

## Відзнаки
- Дипломи і Грамоти різних творчих конкурсів.
- Лаурет літературно-мистецької премії імені Сидора Воробкевича (2003).